# Liste der Baudenkmäler in Coburg/H
Dieser Teil der Liste der Denkmäler in Coburg beschreibt die denkmalgeschützten Objekte in folgenden Coburger Straßen und Plätzen:
- Hahnweg
- Haußmannstraße
- Heiligkreuzstraße
- Herrngasse
- Hildburghäuser Weg
- Himmelsacker
- Hindenburgstraße
- Hintere Kreuzgasse
- Hinterer Glockenberg
- Hinterm Marstall
- Hofgarten
- Hohe Straße
- Hohenfels
- Hügelstraße

## Hahnweg
| Adresse Bezeichnung Akten-Nr.                     | Beschreibung | Foto |
| ------------------------------------------------- | --- | ---- |
| Hahnweg (Lage)                                    | Der Hahnweg folgt in seinem Verlauf von der Allee zur Waldsachsener Straße in Cortendorf dem Hahnfluss. Eine ältere Bezeichnung leitet sich von Hain her. (Ab Haus Nr. 116 bzw. 125 und 139 siehe Liste der Denkmäler in Coburg/Cortendorf) |      |
| Hahnweg 9 a (Standort) Wohnhaus D-4-63-000-649    | 1886 ließ sich der Fabrikant Emil Krafft das Wohnhaus mit Turm, Mansardwalmdach und Zwerchgiebel erbauen. Der Baumeister ist unbekannt. Die Straßenansicht wird geprägt von einem zweiachsigen Eckrisalit, die Rückseite zur Rosenauer Straße durch einen weiteren Risalit mit Doppelfenstergruppen. Auf der linken Seite, stark zurückversetzt, befindet sich der Treppenturm, der von einem Pyramidendach, dessen Spitze wiederum eine kleinere Pyramide auf einem Konsolfries trägt, gekrönt wird. Die Fassaden des Ziegelbaus werden durch Sandsteinapplikationen aufgelockert. Neben einer Sandsteintreppung im Zwerchgiebel fallen besonders die Einfassungen der Fenster auf, über deren Stürze Dreier- bzw. Fünfergruppen von Quadersteinen eingelassen sind. 1964/65 erfolgte eine Erneuerung der Fenster und 1966 der Anbau einer Werkstatt. |      |
| Hahnweg 11 (Standort) Gartenhaus D-4-63-000-113   | Das eigenwillige Erscheinungsbild dieses um 1850 in neuklassizistischem Stil erbauten Gartenhauses basiert auf einer dem dorischen Baustil nachempfundenen Prostylosfront. Den vier glatten, basisfreien Säulen ist ein beherrschender Dreiecksgiebel aufgesetzt, in dessen Mitte ein Blechrelief mit Blüten und Früchten angebracht ist, ein Werk des Hofklempnermeisters Franz Axthelm, dem das Gartenhaus von 1905 bis 1934 gehörte. Am oberen Rand eines Hanggartens gelegen, ist das eingeschossige Haus von oben her durch einen überdachten Eingang ebenerdig zu begehen. Der Quadersockel, auf dem das Haus steht, wird hangseitig von Strebepfeilern gestützt und bildet so ein von unten her erschlossenes Untergeschoss. |      |
| Hahnweg 12 (Standort) Gartenhaus D-4-63-000-650   | Bäckermeister Georg Kurt Höllein ließ 1899 durch den Zimmermeister Heinrich Hofmann auf einem Hanggrundstück das zweigeschossige Fachwerk-Gartenhaus mit Turm, Krüppelwalmdach und rundbogigem Schwebegebinde mit Sägearbeiten errichten. Seitwärts stehen ein Treppenturm mit Spitzdach und ein eingeschossiger Anbau. Neben dessen erhaltener Jugendstilverglasung weist das Haus weitere Elemente aus dieser Epoche auf. Das Dach des Anbaus ist als Veranda nutzbar. Einen weiteren Freisitz bietet der mittig im Obergeschoss angelegte Balkon auf Holzkonsolen. |      |
| Hahnweg 16 (Standort) Gartenhaus D-4-63-000-651   | Ein weiteres Gartenhaus aus der Zeit des Jugendstils entstand 1878 auf dem Hang unterhalb von Hausnummer 12 für den Blechschmiedemeister Gustav Reinert. historistische Laubsägearbeiten und erhaltene Jugendstilverglasungen schmücken die Fenster des eingeschossigen, völlig verschieferten Satteldachhauses. An der Frontseite tragen fünf Säulen mit Korbbögen eine breite Vorhalle, die direkt in die Küche und ins Treppenhaus führt. Zwei Kammern befinden sich unter dem Satteldach. Geschickt wurde ein schon älteres kleines Gartenhaus in den Neubau einbezogen und erweitert so die Grundfläche des Erdgeschosses. |      |
| Hahnweg 18 (Standort) Felsenkeller D-4-63-000-652 | Auch auf diesem Grundstück stand ursprünglich ein Gartenhaus, das 1913 einem Villenneubau weichen musste, den Hofmaurermeister Georg Kempf für Eugen Zeruneit in wirkungsvoller Höhenlage über dem Hahnweg am Hang des Festungsbergs errichtete. Das Mansardwalmdachhaus mit seinen drei Geschossen steht auf einem in den Hang getriebenen Keller, dessen Sockel aus bossierten Sandsteinquadern besteht. Die zweiachsige Eingangsseite des Hauses besitzt zwar einen Säulenportikus mit aufgesetzter Altane (beide heute modern verkleidet), zeigt aber durch den Verzicht auf historistischen und Jugendstildekor bereits den Beginn der schlichteren Art des Heimatstils. Eine geschwungene Treppe führt zum Hauseingang im auf dieser Seite hoch liegenden Erdgeschoss empor. Eine große Terrasse mit umlaufenden Balustersäulen zur Gartenseite hin wird ebenfalls durch diese Freitreppe erschlossen. Ein weit vorragender zweistöckiger Erker sowie ein zweiachsiges mittleres Zwerchhaus mit Dreiecksgiebel und flankierenden Hausgauben schmücken die vierachsige Gartenfront. Der linken Ostecke ist ein einachsiger Risalit vorgesetzt, an den sich ein flacher Kastenerker anschließt. Auch die Rückseite der Villa ist durch einen Treppenhausrisalit zweigeteilt. Im weitläufigen Garten befinden sich an der Auffahrt zum Haus ein Brunnenrand und eine der Zeit um 1800 zugeschriebene Steinurne mit Feston und Deckel sowie hinter dem Haus ein 1869 angelegter Felsenkeller. |      |
| Hahnweg 44 (Standort) Wohnhaus D-4-63-000-653     | Unter der Bauleitung von Christian Renner entstand 1907 die eingeschossige, traufständige Villa mit Schopfwalmdach und breiter Schleppgaube. Rechts steht ein zweigeschossiger Zwerchhausrisalit, dessen Giebel in engem Fachwerkraster gehalten ist. Im Erdgeschoss ist der Risalit einachsig mit großem Rundbogenfenster, im Obergeschoss zweiachsig. Die breiten Sandsteinrahmungen der Fenster tragen über dem Sturz ein Muschelornament. Baurat R. Teufel, der das Haus für sich selbst entworfen hat und für den Eigenbedarf bauen ließ, hat auch das zweiflügelige schmiedeeiserne Gartentor gestaltet, das auf den Stäben zwei Blattmotive trägt. |      |

| Adresse                           | Beschreibung | Foto |
| --------------------------------- | --- | ---- |
| Handwerkersiedlung Hahnweg (Lage) | Die Zeile von Doppelwohnhäusern wurde 1893 bis 1895 als Handwerker- bzw. Arbeitersiedlung errichtet. Gleichmäßig gereiht entstanden eingeschossige Ziegelbauten mit verschiefertem Kniestock und Zwerchgiebeln. |      |

## Haußmannstraße
| Adresse Bezeichnung Akten-Nr.                                      | Beschreibung | Foto |
| ------------------------------------------------------------------ | --- | ---- |
| Haußmannstraße (Lage)                                              | Die Haußmannstraße zweigt von der Ketschendorfer Straße südlich der Nikolauskapelle nach Westen zur Von-Schultes-Straße ab. Sie wurde im Zuge der 1906 einsetzenden Wohnbebauung angelegt und nach dem Kaufmann Ferdinand Haußmann (1802–1881) benannt, der wie sein Vater, der Hofagent Johann Michael Haußmann (1773–1853), als großzügiger Mätzen galt und der Stadt Coburg große Summen für gemeinnützige Zwecke vermachte. |      |
| Haußmannstraße 1 (Standort) Wohn- und Geschäftshaus D-4-63-000-114 | An der Ecke zur Ketschendorfer Straße wurde passend zu deren Hausnummer 52 von Hans Münscher 1906 dieses Jugendstilhaus erbaut und bereits drei Jahre später an Jakob Nikolaus Schindhelm verkauft. Das viergeschossige giebelständige Schopfwalmdachhaus hat im Erdgeschoss einen Laden, dessen Zugang sich in der abgeschrägten Hausecke befindet. Darüber im dritten Obergeschoss betont ein Rundbalkon mit Altane die Ecksituation. Die Fassade zur Ketschendorfer Straße hin dominiert ein geschweifter Filialgiebel, während sich über dem Eingang an der Haußmannstraße ein einachsiger Treppenhausrisalit mit ebenfalls geschweiftem Filialgiebel vor einem Schopfwalmzwerchhaus erhebt. Obwohl das Haus in der Ketschendorfer Straße ein Jahr früher entstand und beide sich in ihren Bauformen deutlich unterscheiden, sind sie stilistisch durch ihre Fachwerkober- und -dachgeschosse eng verbunden. Ein 1963 durchgeführter Ladenumbau mit gravierendem Eingriff in die Optik des Erdgeschosses wurde durch eine Sanierung 2005 rückgängig gemacht. |      |

## Heiligkreuzstraße
| Adresse Bezeichnung Akten-Nr.                                           | Beschreibung | Foto |
| ----------------------------------------------------------------------- | --- | ---- |
| Heiligkreuzstraße (Lage)                                                | Das einst an der Furt durch die Itz aufgestellte Wegkreuz gab der nach Norden vom Steinweg zur Heiligkreuzbrücke führenden Straße ihren Namen. Es markierte den Beginn des nicht ungefährlichen Weges durch den Thüringer Wald und wurde als Andachtsstätte so wichtig, dass dort die Kirche Heilig Kreuz entstand und es der ganzen Vorstadt ihren Namen gab. |      |
| Heiligkreuzstraße 1 (Standort) Wohn- und Geschäftshaus D-4-63-000-115   | Das Haus an der Ecke zur Gerbergasse wurde um 1700 am Lauf des heute verrohrten Hahnflusses für den Weißgerber Johann Georg Spindler erbaut, wechselte in der Folgezeit häufig den Besitzer und wurde stets den neuen Nutzungsanforderungen angepasst. Der erste gravierende Eingriff in die Bausubstanz erfolgte 1893 durch den Anbau einer Backstube in der Gerbergasse und 1894 durch die Umwandlung der im Erdgeschoss seit 1883 bestehenden Gastwirtschaft Zur Linde in einen Laden mit Schaufensterfront. Bereits 1899 wurde der Laden wieder in die Gastwirtschaft Zur grünen Linde zurückverwandelt und 1912 wieder zum Ladengeschäft. 1953 erfolgte ein umfassender Dachausbau mit Gauben und 1964 eine Fassadenneugestaltung. 1967 entkernte man das gesamte Erdgeschoss bis auf einige tragende Wände und zog eine Stahlbetondecke ein. 1971 erfolgte im Rahmen der Umgestaltung der Gerbergasse zur Fußgängerzone ein erneuter kompletter Umbau des Erdgeschosses mit einer Ladenpassage. All diese Maßnahmen haben die historische Substanz im Inneren und Äußeren stark beeinträchtigt. Erst 1996 entschloss man sich, zumindest die Fassaden nach historischen Vorlagen zu sanieren und das aufbewahrte klassizistische Eingangsportal aus dem Jahr 1790 wiederzuverwenden. Dieses Portal zeigt eine aufwändige Rahmung, deren Pilaster ein Gebälk mit Pfeifenfries, Zahnschnitt und Kranzgesims tragen.                                                                                                   |      |
| Heiligkreuzstraße 2 (Standort) Wohn- und Geschäftshaus D-4-63-000-116   | Das im späten 18. Jahrhundert auf einem bereits seit 1460 bebauten Grundstück neu errichtete dreigeschossige, traufständige Mansarddachhaus wurde 1880 durch das Baugeschäft Carl Wetter & Reinhold Gräfe für Hofkonditor Wilhelm Axthelm durchgreifend umgebaut und das fünfachsige Wohnhaus mit Laden erhielt sein heutiges Aussehen. Auffallend sind die Trennung von Erdgeschoss und Obergeschossen durch ein Sohlbankgesims sowie die optische Vergrößerung der Fenster im ersten Obergeschoss durch Sturzgebälke. In dieser Umbauphase erhielt das Haus auch den eingeschossigen Flachdachbau als Nebengebäude. |      |
| Heiligkreuzstraße 5 (Standort) Wohn- und Geschäftshaus D-4-63-000-654   | Um 1730 stand dort bereits das zweigeschossige Wohnhaus des Sensenschmiedes Michael Weißer. 1823 ging das traufseitige Gebäude in den Besitz des Leinewebers Friedrich Wilhelm Popp über, der es grundlegend umbauen ließ. Sein Sohn Johann Popp ließ 1884 und 1896 weitere Umbauten vornehmen. Es entstand im Erdgeschoss ein Laden mit Schaufensterfront in neuklassizistischer Gestaltung. Obwohl es sich um eine Ecklage handelt, ist die Giebelseite des zweigeschossigen Satteldachhauses weitgehend ungegliedert. |      |
| Heiligkreuzstraße 7/9 (Standort) Wohn- und Geschäftshaus D-4-63-000-864 | Zwei ältere Häuser, die an der Ecke Heiligkreuzstraße/Schenkgasse standen, wurden im Zuge des Neubaus eines Doppel-Eckhauses durch Eduard Heß für den Kaufmann Julius Höhn 1914 abgebrochen. Lediglich Höhns bereits in Hausnummer 9 existierender Laden wurde in den Neubau einbezogen. Der traufseitige Komplex tritt im Straßenbild stark in Erscheinung. Seine außergewöhnliche Wirkung beruht sowohl auf den Zwerchgiebelpaaren an beiden Straßenfronten als auch auf der korbbogigen Schaufenster- und Fensterfront mit genuteten Pilastern und Scheitelsteinen sowie einer gerundeten Ecke, in der sich der in neubarockem Stil gehaltene Ladeneingang befindet. Die beiden Obergeschosse bilden eine einheitliche Fensterfront über beide Häuser hinweg, wobei sie durch einen ausgeprägten Fußwalm getrennt sind. 1994–1996 wurde das erste Obergeschoss von Haus Nr. 7 zu Büroräumen umgebaut, das zweite Obergeschoss modernisiert und das Dachgeschoss zu Wohnungen ausgebaut. |      |
| Heiligkreuzstraße 8 (Standort) Gasthaus D-4-63-000-655                  | Der neunachsige und zweigeschossige, heute verputzte Fachwerkbau aus den Jahren 1819/20 trägt ein Walmdach mit flachem Dreiecksgiebel mit Lünette. Der Braumeister Johann Wilhelm Wiener ließ durch J. A. Koch das Gebäude zunächst als Wohnhaus mit Hinterhaus errichten. Letzteres wurde 1871 ebenfalls zu einem Wohnhaus umgebaut und 1875–1878 mehrfach erweitert, unter anderem durch den Anbau eines Pferdestalls. Eigentümer war seinerzeit der Wirt Johann Georg Jacobi. Sein Nachfolger Carl Liebermann ließ durch Otto Leheis 1893 das Erdgeschoss komplett durch Einfügung eines Gastzimmers, einer Küche, des Büffets, einer Speisekammer und einer Toilettenanlage umbauen. 1905 wechselte erneut der Eigentümer. Der Hotelier Franz Bruckner ließ noch in diesem Jahr die Stallungen im Rückgebäude zu Zimmern umbauen und den Innenhof mit einer Teilglasüberdachung versehen. 1952–1958 wurde neben weiteren kleineren Umbauten die Fassadenanordnung geändert. Mit dem Einbau einer neuen Treppenanlage und von Bädern im Obergeschoss erfolgten gleichzeitig die letzten größeren Veränderungen. |      |
| Heiligkreuzstraße 10 (Standort) Wohn- und Geschäftshaus D-4-63-000-656  | Das um einiges aus der Fluchtlinie ragende zweigeschossige Fachwerk-Satteldachhaus stammt in seinen Ursprüngen aus dem 18. Jahrhundert. 1700 wurde dort ein Anwesen mit Stall genannt und 1749 ist der Kauf durch den Maurergesellen Johann Georg Jobst verbrieft. Nachdem es 1869 um zwei Fensterachsen erweitert worden war, übernahm 1876 der Bäckermeister Bernhard Hülß das Haus und ließ einen Backofen im Seitenflügel einbauen. 1908 kaufte Bäckermeister Julius Oberender das Anwesen, unter dessen Namen die Bäckerei mit Laden bis 1994 bestand. |      |
| Heiligkreuzstraße 15 (Standort) Wohn- und Geschäftshaus D-4-63-000-118  | An der Mündung Heiligkreuz-/Bahnhofstraße steht seit 1736 das zweiflügelige, zweigeschossige Eckhaus der Witwe Anna Margaretha Röhrig. 1862 etablierte sich dort der Hofseifenfabrikant Hermann Büttner, der zunächst eine Seifensiederei einrichten und 1864 das Haus von Tobias Frommann grundlegend umgestalten ließ. So wurden der Dachfirst erhöht, zwei den Giebel überragende, zweiachsige Zwerchhäuser sowie fünf segmentbogige kleine Gauben eingefügt und Erd- und Obergeschoss durch ein schlichtes Putzband optisch voneinander getrennt. Im Erdgeschoss erfolgte 1952 der Einbau eines Ladens. |      |
| Heiligkreuzstraße 16/18 (Standort) Wohnhaus D-4-63-000-119              | Das traufständige Doppelgebäude mit durchgehender Giebelhöhe besteht aus einem Haus mit sieben Fensterachsen (Nr. 16) und einem schmaleren mit vier Fensterachsen (Nr. 18). Die aus dem 18./19. Jahrhundert stammende Baugruppe unterlag in ihrer Geschichte zahlreichen Umbauten und Erweiterungen. So wurde 1859 die vorhandene dreiachsige Schleppgaube von Nr. 18 in ein Zwerchhaus umgewandelt und Nr. 16 ein Jahr später nach rechts um drei Achsen erweitert, um Raum für die Schmiede des Nicol Koch und eine Durchfahrt zu den Hintergebäuden zu erhalten. Eigentümer Andreas Hertha veranlasste 1869 weitere Anbauten, besonders den des sich an Nr. 18 rückseitig mit gleicher Firsthöhe anschließenden dreigeschossigen, dreiachsigen Satteldachflügels. 1892 wurde im linken Haus ein Laden eingebaut und damit die Fassadenansicht stark verändert. Der Laden wurde 1928 nochmals vergrößert. |      |
| Heiligkreuzstraße 17 (Standort) Wohnhaus D-4-63-000-657                 | Aus dem Anfang des 19. Jahrhunderts stammt das zweigeschossige, traufständige Fachwerkhaus mit Satteldach. Das Erdgeschoss des siebenachsigen Baus ist massiv, das Fachwerk des Obergeschosses verputzt. 1910 erhielt das Wohnhaus ein neues, rückseitig angebautes Treppenhaus. |      |
| Heiligkreuzstraße 28 (Standort) Wohnhaus D-4-63-000-120                 | Das viergeschossige, auf drei Seiten frei stehende Eck-Mietshaus erbaute 1902/03 der Maurermeister Johann Michael Probst vorwiegend im gotisierenden Stil. Er verwendete auch Bau- und Zierelemente der Frührenaissance, der Renaissance und des Barocks. Der Ecke der beiden Straßenfronten ist schräg ein dreigeschossiger Kastenerker auf Konsolen vorgesetzt, unter dem sich die Tür zum im Erdgeschoss eingebauten Laden befindet. Ein umlaufendes Brüstungsgesims trennt das hohe Erdgeschoss von den Obergeschossen. Die Front zur Heiligkreuzstraße hin teilt sich in eine an den Erker anschließende, einfache Fensterachse und einen doppelachsigen Risalit, der von einem ädikulaähnlichen Ziergiebel überhöht wird. Die Front zur Wiesenstraße weist eine ähnliche Gliederung auf, wobei dort der einachsige Risalit mittig angeordnet ist. Die Fenster des ersten und zweiten Obergeschosses sind vertikal durch Maßwerkschürzen verbunden. Die aus Doppelarkaden gebildeten Fenster im dritten Obergeschoss sind als optisches Gegengewicht zu den darunter liegenden mit Korbbögen überfangenen. Dominierendes Element der dem Itzübergang zugewandten Gebäudeseite ist ein einachsiger Erker mit Zwiebelhaube, im Obergeschoss mit einer Doppelarkade und abgesetztem Hufeisenbogen. Zum Hintereingang führt eine Treppe mit Maßwerkgeländer, die 1904 überdacht wurde. Etwas zurückgesetzt schließt sich das Treppenhaus mit Walmdach an. Die Ufermauer zur Itz errichtete 1903 Max Böhme im Jugendstil. |      |
| Heiligkreuzstraße 35 (Standort) Wohnhaus D-4-63-000-121                 | Im 18. Jahrhundert stand an dieser Stelle ein Stadel des Eduard Oertel. In das bescheidene Eckgebäude wurden 1839 obergeschossig eine Wohnung unter einem Mansarddach eingebaut und 1874/78 erfuhr das Haus nochmals grundlegende Veränderungen. Im Erdgeschoss ließ der Kaufmann Victor Hermann, dem auch das angrenzende, heute baufällige Nachbarhaus Nr. 33 gehörte, von Friedrich Francke einen Laden ein- und das erste Obergeschoss zur Wohnung ausbauen. Ein Satteldach mit einer zwerchhausähnlichen dreiachsigen Walmdachgaube gab nun dem Gebäude sein heutiges Aussehen mit seinen fünf zu vier Achsen. 1992 wurde der Laden ebenfalls zur Wohnung umgestaltet und die Front erhielt einen Mitteleingang zum dahinter liegenden Treppenhaus. Das Gebäude ist im Erdgeschoss massiv erbaut, darüber leicht vorkragend aus Fachwerk, das frontseitig verputzt ist, rückwärtig aber offen liegt. |      |

## Herrngasse
| Adresse           | Beschreibung | Foto |
| ----------------- | --- | ---- |
| Herrngasse (Lage) | 1507 belegt, hieß die Herrngasse vormals Klostergasse. Dieser Name wies auf ein Franziskanerkloster hin, das mit dem Bau von Schloss Ehrenburg verschwand. Die bereits damals breit angelegte Gasse stellte einen wichtigen Zugang zum Marktbereich dar. 1511 tauchte erstmals die Bezeichnung Herrngasse in Plänen auf. Diese Bezeichnung verweist auf zahlreiche Hofstätten in herzoglichem Besitz mit ihrer adligen Bewohnerschaft. Durch die Gasse floss dicht an der Häuserreihe entlang ein Arm des Stetzenbaches (siehe Pilgramsroth) zum Markt, wodurch die leicht gekrümmte Bauflucht zu erklären ist. Die Giebelseite des Kanzleigebäudes mit seinem markanten Coburger Erker am Markt und das Zeughaus prägen als herzogliche Bauten die Herrengasse. Die wenigen giebelständigen Häuser im westlichen Teil der Gasse sind die ältesten Gebäude aus dem 14. Jahrhundert, während die traufständigen Häuser der südlichen Gassenseite und die im östlichen Teil jüngeren Datums sind, so das Münzmeisterhaus, das mit seiner Renaissancefassade auffällt. In der Nacht zum 27. Mai 2012 wurden durch einen Brand die Häuser Nr. 8, 10 und 12 sowie weitere fünf Rückgebäude zum Teil erheblich beschädigt. |      |

| Adresse Bezeichnung Akten-Nr.                                                             | Beschreibung | Foto          |
| ----------------------------------------------------------------------------------------- | --- | ------------- |
| Herrngasse 1 (Standort) Gasthaus Goldenes Kreuz D-4-63-000-122                            | Erstmals 1596 urkundlich erwähnt, stammt das Haus im Kern, wie R. Wessels bei Renovierungsarbeiten 1911 feststellte, aus dem frühen 14. Jahrhundert. Schon im 16. Jahrhundert befand sich in dem Gebäude eine Schänke und Herberge, deren illegaler Betrieb dem Besitzer Georg Wöhner 1596 schriftlich untersagt wurde. 1658 wurde es lediglich als Wohnhaus Georg Wöhners mit Hinterhaus des Tuchscherers Niclauß Wöhner beschrieben, 1738 erneut als Haus in der Herrngasse an der Kanzlei mit drei Stockwerken und einer Kemenate dahinter und erst 1824 als von der Witwe Johanna Christiane Bachmann eingerichteter Gasthof Goldenes Kreuz mit Beherbergungsbetrieb. 1911 übernahm der Gastwirt Ernst Popp das Haus und veranlasste umfangreiche Umbaumaßnahmen in allen Geschossen des Vorder- und Hinterhauses und des Verbindungstrakts zwischen beiden Gebäuden, sowie den Aufbau eines Dacherkers. Ab 1924 erfolgten zahlreiche weitere Um- und Ausbauten, deren letzte in den Jahren 2002–2006 eine völlige Veränderung der Grundrissstruktur zur Folge hatte. Als dreiachsiges Traufseithaus besitzt das schmale, dreiachsige Gebäude mit dem Nachbarhaus Nr. 3 ein gemeinsames Mansarddach. In dem nach oben durch ein Bandgesims abgesetzten Erdgeschoss befinden sich zwei Korbbögen, von denen der rechte als Eingang dient. Die Front, die bei der Restaurierung 1911 barockisierend erneuert wurde, weist im ersten Obergeschoss Fensterrahmen mit ornamentierten Stürzen auf, die im zweiten Obergeschoss mit schmalen gefelderten Schürzen versehen sind. Nahezu über die gesamte Dachbreite erstreckt sich ein dreiachsiges Zwerchhaus mit Dreiecksgiebel. Das Traufgesims ist als Mäander ausgebildet, das sich am Nachbarhaus fortsetzt. |               |
| Herrngasse 2 (Standort) Kemenate D-4-63-000-123                                           | Das giebelständige, sechsgeschossige Steinhaus mit Satteldach stammt im Ursprung aus dem 14. Jahrhundert, seine Ersterwähnung war 1407, und 1410 wurde es als Waaghaus aufgeführt. Um 1590 diente es als Kornhaus und nach 1600 nach einem Brand als Ratskemenate. Diese öffentlichen Funktionen erfüllte das Gebäude bis 1821, als ein Anbau für eine Büttnerei und 1888 im Erdgeschoss ein Ladeneinbau für den Drechslermeister Friedrich Gölkel ausgeführt wurden. Nach einigen inneren Veränderungen 1937 befreite man 1950 die Straßenfront vom Putz und nutzte ab 1976 den Laden als Bäckerei. An der durchfensterten Giebelseite des Sandsteinquaderbaus erkennt man seine ursprüngliche Funktion als Waren- und Lagerhaus, bei dem die drei Dachgeschosse als Speicher dienten. In einigen Steinquadern sind noch Zangenlöcher zu erkennen. Das Erdgeschoss ist, ebenso wie die drei darüber liegenden Geschosse, dreiachsig mit segmentbogigen seitlichen Türen und mittlerem Schaufenster ausgeführt. Die Rechteckfenster bis zum zweiten Obergeschoss sind durch einen Mittelpfosten geteilt, ebenso das mittlere Fensterpaar im dritten Obergeschoss, was die Höhe des Gebäudes zusätzlich betont. |               |
| Herrngasse 3 (Rückseite Spitalgasse 12) (Standort) Wohn- und Geschäftshaus D-4-63-000-124 | Wie Herrngasse 1, mit dem es durch das gemeinsame Mansarddach und dem durchlaufenden Traufgesims mit Mäander eine bauliche Einheit bildet, stammt auch dieses Haus im Kern aus dem Spätmittelalter und wurde 1911 durch Tobias Frommann barockisierend erneuert. Der dreigeschossige, fünfachsige Bau mit Zwerchhaus wurde 1658 als Weinland’sches Haus urkundlich genannt. Um 1830 befand sich im Erdgeschoss eine Backstube des Lebküchners Johann Andreas Amberg. Nachbesitzer waren die Tuchmachermeister Johann Paul Mechthold (1856) und Friedrich Hebenstreit, der 1868 das Dachgeschoss als Wohnung ausbauen und deshalb drei Gauben einbauen ließ. Der Korbwarenfabrikant Ernst Müller veranlasste 1911 nicht nur die erwähnte Umgestaltung der Fassade, sondern auch die des kompletten Erdgeschosses und den Einbau eines dreiachsigen Zwerchhauses mit Dreiecksgiebel in gleicher Höhe wie das des Hauses Nr. 1. Bei der Übernahme des Gebäudes durch das Kaufhaus der Mitte GmbH im Jahr 1976 mit dem Ziel, ihrem in der Spitalgasse 12–14 neu errichteten Kaufhaus Mohren (seit 1986 WeKa) in der Herrengasse einen rückwärtigen Eingang zu verschaffen, wurde die Fassade den neuen Gegebenheiten farblich angepasst (siehe auch Nachbarhaus Nr. 5). In den beiden Obergeschossen sind die äußeren der fünf Fenster paarweise zusammengefasst. Dadurch bilden die mittleren Fenster eine Mittelachse, die sich im Mittelfenster des Zwerchhauses fortsetzt. Segmentbögen überfangen die Fensterstürze im ersten Obergeschoss. Im Erdgeschoss dominiert ein großer Korbbogen vier Fünftel der Breite. In ihm ist der Eingang zum Kaufhaus WeKa zu finden. Der Hauseingang ist als schmaler gestelzter Rundbogen rechts daneben angeordnet. |               |
| Herrngasse 4 (Standort) Wohn- und Geschäftshaus D-4-63-000-125                            | Das 1520 als „Kastenamtslehen“ ersterwähnte Haus in der heutigen Herrngasse brannte 1590 ab. Der aus Sandsteinquadern errichtete Neubau war 1598 fertig. Als Eigentümer wurde der Kammerschreiber Peter Popp genannt. Nach 1807 gehörte das Anwesen dem Minister Theodor von Kretschmann. 1891 gelangte es in den Besitz des Buchdruckers Roßteutscher, der im Innenhof unter einem Glasdach eine Druckerei einrichten ließ. 1919–1948 ließ sein Sohn, Alfred Roßteutscher, zahlreiche Um-, An- und Aufbauten vornehmen, sodass im Jahr der Übernahme des Anwesens durch die Stadt Coburg 1976 hinter dem Haupthaus vier Nebengebäude bestanden. In den Jahren 1977–1979 ließ die Stadt einen Umbau mit Instandsetzung durchführen und 1982–1984 das Dachgeschoss ausbauen und die bisherigen Wohn- in Büroräume umwandeln. An dem dreigeschossigen, seit 1598 im Stil der Renaissance erscheinenden Haus ist das Erdgeschoss mit seinen beiden unterschiedlich hohen Rundbögen besonders auffallend. Unter dem linken der reich profilierten Bögen befindet sich noch die gefelderte Haustür aus der Zeit um 1700. Muschelnischen sind in die Sandsteinrahmung des Schaufensters eingearbeitet und verleihen dem rechten, breiteren Bogen das Aussehen eines Sitznischenportals. Kämpfer- und Sohlbankgesimse trennen die beiden Obergeschosse voneinander. Die sechs Fenster jedes Geschosses, die in Gruppen von je zwei zusammengefasst sind, sind durch profilierte Rundstäbe gerahmt. Auch die Traufleiste ist durchgehend profiliert. Über ihr steht mittig eine zweiachsige, von einem Ziergiebel mit Diamantierung und Beschlagwerk gekrönte Gaube und seitlich von ihr befinden sich kleinere Gauben mit gebrochen vortretenden Spitzhelmen. |               |
| Herrngasse 5/7 (Standort) Wohn- und Geschäftshaus D-4-63-000-126                          | Bis auf die rechte Außenwand aus Fachwerk des viergeschossigen und vierachsigen Traufseithauses, die gemäß einer Untersuchung im Jahr 1989 bereits 1404 erbaut wurde, stammt die Fassade im Ursprung aus dem 16. und der Rest des Gebäudes aus dem 18. Jahrhundert. 1839 ließ der Gastwirt Nicol Maar, der im Erdgeschoss eine Wirtsstube mit Schenkküche betrieb, durch Carl Friedrich Wilhelm Streib das dritte Obergeschoss zur Wohnung ausbauen, die Dachgauben vergrößern, die Fensterrahmen verändern und den Kellerzugang von der Straßenseite in das Hausinnere verlegen. Der nächste Eigentümer des Hauses, Brauereibesitzer Friedrich Wagner aus Obersiemau, erweiterte 1863 die Wirtsstube. 1941 wurde das Erdgeschoss erneut umgebaut und die Fassade geändert. Wie das Nachbarhaus Nr. 3 übernahm 1976 die Kaufhaus der Mitte GmbH das Anwesen, um ihr in der Spitalgasse 12–14 neu errichtetes Kaufhaus Mohren (seit 1986 WeKa) bis in die Herrengasse zu erweitern. Dabei wurde das Innere des Gebäudes völlig erneuert und die Fassade farblich den neuen Erfordernissen angepasst. Die Fenster des ersten und zweiten Obergeschosses sind von genuteten Ecklisenen und Gesimsen gerahmt und zu einem Feld zusammengefasst. Aufgeputzte Schürzen verbinden die Fenster wie auch im dritten Obergeschoss zu horizontalen Bahnen. Ein Konsolfries stützt die vorspringende Traufe, über der die beiden stehenden Gauben deutlich zurückspringen. Die beiden korbbogigen Schaufenster im Erdgeschoss sind in ihrer Erscheinung denen der Nachbarhäuser angepasst. |               |
| Herrngasse 6 (Standort) Wohn- und Geschäftshaus D-4-63-000-127                            | Der Keller und der Kern des Erdgeschosses dieses viergeschossigen Giebelhauses stammen aus dem 15. Jahrhundert. Der Rest des Hauses wurde beim Brand des Nachbarhauses Nr. 4 im Jahr 1592 zerstört und umgehend durch Erhard Schorn wieder aufgebaut. Die Obergeschosse, die in Fachwerk ausgeführt sind, erhielten ihre endgültige Gestalt erst im 17. Jahrhundert, weitere Umbauten im Inneren erfolgten im 19. Jahrhundert. 1847 erwarb der Friseur und Hoflieferant Louis Wiegk das Anwesen und gründete eine Parfümerie, die bis zu ihrer Aufgabe 2001 bestand. 1995 wurde das Objekt von Helga Cestone erworben. 2001 folgte die Nutzung als Immobilienbüro. Im 19. Jahrhundert war in diesem Haus auch eine Betstube der jüdischen Kultusgemeinde untergebracht. 1982 wurden bei der Restaurierung des Erdgeschosses baugeschichtliche Details von der Fassade entfernt. Die Symmetrie des Erdgeschosses mit einem mittigen Schaufenster und je einer seitlichen Tür in gleicher Höhe entspricht noch dem historischen Vorbild. Profilierte Gesimse trennen die Obergeschosse, eines ist nur verkürzt als Fensterverdachung ausgeführt. Die jeweils fünf Fenster einer Etage sind, von schmalen Profilrahmen gefasst, so eng gesetzt, dass sie stockwerksweise wie ein Fensterband wirken. Die schmucklose Giebelwand mit einem kleinen Fenster in der Mitte ruht auf einem glatten Architrav. |               |
| Herrngasse 9 (Standort) Wohn- und Geschäftshaus D-4-63-000-128                            | Das dreigeschossige giebelständige Satteldachhaus, das im Kern aus dem 17. Jahrhundert stammt, wirkt zwischen dem stattlichen Zeughaus und einem höheren Neubau in linker Nachbarschaft etwas verloren. Die Fassade wurde in ihrer heutigen Form 1802, wie über dem Eingang im Sandstein-Erdgeschoss unter einem F bezeichnet, erbaut. Zwei Segmentbögen, die ein Rechteckfenster einschließen, bilden das Erdgeschoss. Eingangstür und beide Fenster, von denen das rechte die Jahreszahl 1877 unter dem Buchstaben R trägt, sind durch einen gestuften Sturzbogen verbunden. Das R steht für den Privatier Johann Ritter, der 1877 von Carl Grams im Erdgeschoss einen Laden einbauen ließ. Der Kellerzugang wurde hierbei ins Innere verlegt und eine Ladentür mit Schaufenster anstelle von zwei Zimmerfenstern gesetzt. Erneut wurde das Erdgeschoss 1908 von Georg Kempf als Gaststätte für Eduard Kieser umgebaut. Hierbei verlegte Kempf den Treppenaufgang weiter nach hinten und überdachte den Hof mit einem Glasdach. Die Fachwerk-Obergeschosse, wahrscheinlich bereits seit 1877 verputzt, sind durch ein Gesims vom Erdgeschoss getrennt und haben vier Fensterachsen, während in das schmucklose Giebelfeld in jüngerer Zeit zwei Fenster mittig eingefügt wurden. |               |
| Herrngasse 10 (Standort) Wohn- und Geschäftshaus D-4-63-000-129                           | 1684 wurde das Haus als alter Bau mit drei Stockwerken, sieben Stuben, einem Keller und einem Stall erstmals erwähnt. Eine klassizistische Treppe aus dem späten 18. Jahrhundert weist auf einen ersten grundlegenden Umbau hin. Georg Frommann änderte 1835 für den Kaufmann Friedrich Krauß die Erdgeschossfassade. Der ursprünglich etwas weiter rechts angeordnete Hauseingang wurde als breitere Durchfahrt zum Innenhof in die Mitte versetzt und an jeder Seite wurden Ladentüren, links auch ein Schaufenster, eingebaut. 1891 wurde diese Anordnung durch zwei rechte Fenster wieder verändert und 1928 diese achsensymmetrisch angeglichen. 1970 und 1994 erfolgten umfangreiche Innenumbauten, wobei in den Obergeschossen barocke und klassizistische Türen erhalten blieben, ebenso im Barock überputzte Renaissancedecken auf Unterzügen mit Schiffskehlprofil. Das siebenachsige Traufseithaus, dessen Symmetrie durch ein mittiges Zwerchhaus mit Schweifgiebel und davon seitlich angeordnete Gauben betont und trotz Ladeneinbauten im Erdgeschoss bewahrt wurde, setzt in seiner Umgebung einen deutlichen baulichen Akzent. Die mittlere Fensterachse hält einen etwas größeren Abstand zu den rechts und links angeordneten Achsen, die enger zusammenstehen. Sohlbänke auf kleinen Konsolen und Sturzgesimse heben die Fenster im ersten Obergeschoss einzeln hervor, die des zweiten Obergeschosses ruhen auf einfachen Sohlbänken, die des Zwerchhauses weisen keine solchen Hervorhebungen auf. Die Durchfahrt zum Innenhof führt auf alten Unterzügen in einen allseitig von zweigeschossigen Flügeln umgebenen Innenhof. Über dem inneren Tor mit einem flachen Korbbogen steht ein der Fassade entsprechendes Zwerchhaus mit Satteldach. In der Nacht zum 27. Mai 2012 wurden durch einen Brand das straßenseitige Haus und zwei Rückgebäude sowie das Nachbarhaus Nr. 8 zum Teil zerstört. |               |
| Herrngasse 11 (Standort) Zeughaus, heute Staatsarchiv Coburg D-4-63-000-130               | Der Maler und Hofbaumeister Peter Sengelaub erhielt 1615 von Herzog Johann Casimir von Sachsen-Coburg und Gotha den Auftrag, in der Herrngasse zwischen Markt und Ehrenburg ein repräsentatives Gebäude für die Rüstkammer des Herzogtums zu errichten. 1618 begannen die Bauarbeiten am Zeughaus. Es entstand ein lang gestreckter stattlicher Satteldachbau mit reich gegliederten Renaissancegiebeln. Nach dreijähriger Bauzeit fertig gestellt und seiner Funktion übergeben, erhielt der Bau bereits 1624 vom Schweizer Baumeister Giovanni Bonalino einen westlichen Anbau in Form eines kleinen Traufseithauses mit Zwerchhaus und Erker. Nach sehr wechselvoller Nutzung des Gebäudes, beheimatet es neben einer Weinhandlung im nördlichen Erdgeschoss seit 1988 das Staatsarchiv Coburg. |               |
| Herrngasse 12 (Standort) Wohn- und Geschäftshaus D-4-63-000-131                           | 1700 wird das dreigeschossige, in fünf Fensterachsen gegliederte Wahndachhaus als Alter Bau mit drei Stockwerken, neun Stuben, einem Gewölbe, einem Keller und einem Stall erstmals beschrieben. Hinter dem Haupthaus liegen zwei Innenhöfe, in denen 1818 ein neu gebautes Hinterhaus erwähnt wird. 1846 noch im Eigentum des Hofsattlermeisters Matthias Hofmeister, wechselte dies 1860 auf seinen Sohn, den Hoftapezierer Tobias Hofmeister. Beide ließen Veränderungen an der Erdgeschossfassade vornehmen. Diese gliederte sich in zwei symmetrisch angelegte Schaufenster mit außen liegenden Ladentüren und einem mittigen Durchgang zum Innenhof. 1908 wurden die südlichen Hintergebäude abgebrochen und 1932 beim Umbau der Seiten- und Rückflügel der mittlere Durchgang geschlossen. 1962 erfolgte der Einbau einer Wohnung im ersten Obergeschoss, 1985 der Umbau der Geschäftsräume auf der rechten Gebäudeseite zu einer Gastwirtschaft und 1994 eine Fassadensanierung. Das hierbei freigelegte Fachwerk wurde 2004 wieder verkleidet und die alte Durchfahrt wieder zum Innenhof hin geöffnet. Das heutige Erscheinungsbild der Straßenseite besteht im Wesentlichen seit den Umbauten des Jahres 1932. Über dem Erdgeschoss zeigt sich die Fensteranordnung in den Obergeschossen asymmetrisch zwei zu drei gewichtet. Ein zweiachsiges Zwerchhaus mit Satteldach und Dreiecksgiebel wird flankiert von hinter die Traufkante zurück springenden Gauben. In der Nacht zum 27. Mai 2012 wurden durch einen Brand das straßenseitige Haus und drei Rückgebäude zum Teil erheblich zerstört. Das Feuer brach im Dachstuhl des Hauses aus und griff auf die Häuser Nr. 10 und 8 und deren Rückgebäude über. |               |
| Herrngasse 13 (Standort) Wohn- und Geschäftshaus D-4-63-000-658                           | Das Eckhaus zur Theatergasse mit seinem massiven Erdgeschoss und verputzten Fachwerkobergeschossen stammt aus dem 17. Jahrhundert. Der Schriftzug über dem Laden in der Herrngasse weist auf den Eigentümer des Hauses hin, den Hofbüchsenmacher Carl Schilling, der 1893 von Carl Kleemann das südliche Dach erhöhen und dabei einen kleinen Dreiecksgiebel anbringen ließ. 1912 erhielt die Werkstatt ein Schaufenster und auf der Langseite wurden drei Fenster vergrößert, die man 1973–1976 im Rahmen einer umfassenden Fenster- und Dacherneuerung entfernte. Dadurch wurde die alte Struktur des 17. Jahrhunderts wiederhergestellt. Die vier zu neun Fensterachsen, im Haupthaus zu Zweiergruppen zusammengefasst, befinden sich nur in den Obergeschossen. Die Traufe der Straßenseite wird von einem kleinen Dreiecksgiebel mit Okulus unterbrochen. |               |
| Herrngasse 14 (Standort) Gasthaus Loreley D-4-63-000-132                                  | Das zweiflügelige Eckhaus, in dem sich die Gaststätte Loreley befindet, stammt aus dem Jahr 1763, wie auf dem Keilstein der rückwärtigen Pforte an der Rückertstraße zu lesen ist. Hier ist auch das Bäcker-Hauszeichen zu sehen, zwei steigende Löwen, die zwischen sich Brezel, Semmel und Brotlaib halten. Dies zeigt, dass sich neben einer Gaststube auch eine Bäckerei befand, beide betrieben vom Bäckermeister Tobias Frommann, dem auch das Anwesen gehörte. 1831 ließ er die Straßenfassade verändern. 1905 tauschte man Küche und Gastzimmer und 1927 wurde der Hof mit Glas überdacht. Das ehemals schlichte Haus mit drei Geschossen, acht zu neun Fensterachsen und die beide Gebäudeflügel überdeckenden Walmdächern erhielt 1936 durch den Maler Normann Müller eine aufwändige Dekorationsmalerei in der Art der Neurenaissance. Die Malerei wurde 2001 durch Edgar Stengele aus Bamberg rekonstruiert, nachdem 1982 und 1999 Fassadenrenovierungen vorgenommen worden waren. 1993–1995 fanden zuvor Umbaumaßnahmen in allen Geschossen mit der Modernisierung von sechs Wohnungen und der Gaststätte statt. Gleichzeitig wurden die sechs Schleppgauben in der Dachfläche neu platziert. Das massive Erdgeschoss ist durch einen Vorsprung gegen die Fachwerkobergeschosse abgesetzt. An der Gebäudeecke befindet sich eine erdgeschosshohe Nutung. | Herrngasse 14 |
| Herrngasse 15 (Standort) Wohn- und Geschäftshaus D-4-63-000-659                           | In dem dreigeschossigen, fünfachsigen Wohn- und Geschäftshaus mit einem zweiachsigen Zwerchhaus steckt ein älterer Kern, als es ein im 18. Jahrhundert erfolgter Totalumbau vermuten lässt. 1864 verschwand dann auch noch das korbbogige Eingangsportal zugunsten eines neuen Eingangs mit Schaufensteranlage, die der Besitzer Ernst Müller bei Georg Meyer beauftragte. 1909–1910 richtete man einen zweiten Laden im Erdgeschoss ein und verkleinerte den Hausflur. Außerdem wurde der Kellereingang von der Straße in den Hof verlegt und Aborte eingebaut. 1938 und 1967 wurden die Schaufensteranlagen erneut verändert und 1995–1996 das Dachgeschoss ausgebaut. Über dem durch moderne Ladeneinbauten nicht mehr historischen massiven Erdgeschoss sind die hoch angesetzten, gleichmäßig angeordneten Fenster der beiden Obergeschosse lediglich durch schmale Sohlbänke hervorgehoben. Über der durchgehenden Traufe befindet sich ein zweiachsiges, mittig angeordnetes Zwerchhaus. |               |
| Herrngasse 17 (Standort) Fassade in Wiederverwendung D-4-63-000-133                       | Von dem Vorgängerbau der Stadtbücherei steht nur noch die dreigeschossige Renaissancefassade von 1591. Gänzlich in Sandsteinquaderwerk erbaut, betont der mittig angeordnete einachsige Kastenerker vor dem ersten und zweiten Obergeschoss die vertikale Gliederung, überragt noch durch einen, die Traufkante durchbrechenden, zweizonigen Zwerchhausgiebel. Die Fassade wird durch stark hervortretende Gesimse in der Horizontalen gegliedert. Erdgeschoss und erstes Obergeschoss weisen zwei mal vier Fensterpaare auf. Im Erdgeschoss ist das zweite linke Fensterpaar durch ein rundbogiges Sitznischenportal ersetzt ist, das in seinen Archivolten Zahnschnitt und Eierstab, Keilstein und Wappen zeigt. Über dem Portal ruht eine Ädikula auf Büstenvoluten und darüber eine von Voluten gestützte Aufsatztafel mit zwei Wappen. Seitlich des Portals blieb ein Rundfenster mit Ziergitter erhalten. Das zweite Obergeschoss als Mezzanin zeigt eine Reihe aus einmal fünf und einmal vier Fenstern. |               |
| Herrngasse 19 (Standort) Wohn- und Geschäftshaus D-4-63-000-134                           | Das zur Herrngasse traufständige, fünfachsige Eckhaus zur Grafengasse, das im Kern noch aus dem 16. bis 17. Jahrhundert stammt, erhielt 1872 seine heutige Fassadengestaltung durch den Privatier Heinrich Gundlich, der die Arbeiten durch Baumeister Bernhard Felber ausführen ließ. Hierbei wurden, außergewöhnlich für Coburg, die Fachwerkwände nicht einfach verputzt, sondern durch Massivmauern ersetzt. Der vormals mittige Hauseingang im Erdgeschoss wurde nach links verschoben und mit einem korbbogigen Oberlicht versehen. 1909 baute man in das Erdgeschoss einen Laden mit großen Schaufenstern und Werkstatträumen und einen Ladeneingang an der abgeschrägten Hausecke ein. 1992 übernahm nach Umbaumaßnahmen im ersten Obergeschoss und Erdgeschoss die Stadtbücherei das Haus. Hierbei verschwanden die ursprüngliche Gliederung und das Oberlicht über der Eingangstür. Das Erdgeschoss wird von den Obergeschossen durch ein Gesims getrennt. Die Obergeschosse selbst sind nicht unterteilt. Die Fenster im ersten Obergeschoss werden etwas durch Profilstürze betont. Der Giebel des die Traufe durchbrechenden mittigen Zwerchhauses ist durch eine ornamentierte Brüstung mit Zahnschnitt abgesetzt. |               |

## Hildburghäuser Weg
| Adresse Bezeichnung Akten-Nr.                                       | Beschreibung                                                                                        | Foto |
| ------------------------------------------------------------------- | --------------------------------------------------------------------------------------------------- | ---- |
| Hildburghäuser Weg (Lage)                                           | Der nach der in Thüringen gelegenen Stadt benannte Weg führt von der Gothaer zur Eisenacher Straße. |      |
| Hildburghäuser Weg 15 (Standort) Ehem. Schnürsgarten D-4-63-000-618 | Teil des Schnürsgartens (→ Liste der Denkmäler in Coburg/A#Adamiberg)                               |      |

## Himmelsacker
| Adresse Bezeichnung Akten-Nr.                          | Beschreibung | Foto                        |
| ------------------------------------------------------ | --- | --------------------------- |
| Himmelsacker (Lage)                                    | Die Bezeichnung Himmelsacker für die westlich über der Stadt gelegene Anhöhe könnte ein volksetymologischer Flurname sein. Der Name wurde 1960 auf die Straße übertragen, die auf die Höhe hinaufführt. |                             |
| Himmelsacker (Standort) Wasserwerk D-4-63-000-661      | Das neuklassizistische Wasserwerk neben dem Bismarckturm gestaltete Max Böhme 1920. Vier dorische Säulen sind unmittelbar vor die Fassade gestellt. Mit dem mittleren Eingang und den seitlichen Blindfenstern wirkt das Gebäude wie ein Prostylostempel. Zwei Stufen führen mittig zum Eingang. Die glatten Säulenschäfte tragen Echinus und Abakus. Unter dem Traufgesims des Zeltdaches läuft ein Zahnschnitt um den sonst glatten Bau. Vorbild wird Böhmes Wasserwerk am Plattenäcker gewesen sein. (→ Liste der Denkmäler in Coburg/P#Plattenäcker). | Himmelsacker Wasserwerk     |
| Himmelsacker (Standort) Wasserwerk D-4-63-000-661      | Etwas südlich Böhmes Wasserwerk baute 1959 Joachim Behrens unter einem künstlich aufgeschütteten Hügel ein neues Reservoir. Es ist durch einen Rundbau gekrönt, dessen vorragendes Dach auf gleichmäßig angeordneten Zungenmauern ruht. Hierdurch erhält das Gebäude ebenfalls einen tempelähnlichen Charakter. | Himmelsacker Wasserbehälter |
| Himmelsacker 63 (Standort) Bismarckturm D-4-63-000-135 | Als markantes Beispiel des zwischen 1869 und 1934 auftretenden nationalen Massenphänomens der Errichtung von Bismarcktürmen gilt der von Carl Kleemann im dreißigsten Jahr der Reichsgründung erbaute und mit einem von Max Beyersdorf geschaffenen Bronzewappen des Deutschen Reiches geschmückte Coburger Bismarckturm. Die Standortwahl auf dem höchsten Punkt des Himmelsackers resultierte aus dem Plan, den vierten Eckpunkt des Türmequadrats zwischen Veste Coburg, Schloss Callenberg und Eckardtsturm zu bilden. Der Turm, dessen Kanten Dreiviertelsäulen besetzen, steht über einem quadratischen, zweigeschossigen Podest mit einer umlaufenden Treppe. Ein glattes Gebälk mit zwei begleitenden Bändern schließt über einem Echinus den dreistufigen Oberbau ab. Im Inneren führt eine von Lichtschlitzen erhellte Treppe zu einer Aussichtsplattform. Treppe und Dach wurden 1996 erneuert. | Himmelsacker 63             |

## Hindenburgstraße
| Adresse Bezeichnung Akten-Nr.                                   | Beschreibung | Foto |
| --------------------------------------------------------------- | --- | ---- |
| Hindenburgstraße (Lage)                                         | Der 1887 angelegte Straßenzug von der Judengasse nach Nordosten zur Bahnhofstraße wurde nach dem Reichspräsidenten Paul von Hindenburg (1847–1934) benannt, der am 1. Oktober 1917 Ehrenbürger von Coburg wurde. Den südwestlichen Teil der Trasse bildet heute die Löwenstraße bis zur Mohrenstraße |      |
| Hindenburgstraße 6 (Standort) ehem. Hauptpostamt D-4-63-000-136 | Der 1887 als Prachtstraße angelegte Straßenzug zwischen Löwenstraße und Bahnhofstraße wurde am 1. Oktober 1917 aus Anlass seiner Ehrenbürgerschaft nach dem Reichspräsidenten Paul von Hindenburg benannt. In einem unerschlossenen sumpfigen Baugebiet vor dem Lohgraben ließ 1929–1931 die Oberpostdirektion (OPD) Bamberg als Ersatz für das Reichspostgebäude Oberer Bürglaß 34/36 ein neues Hauptpostgebäude errichten. Es stellt das bedeutendste Bauwerk der Neuen Sachlichkeit in Coburg dar und war der erste Stahlskelettbau in der Stadt. Robert Simm von der OPD Bamberg entwarf die Baugruppe. Der leicht konkave, lang gestreckte Bau tritt deutlich hinter der 1906 im Generalverkehrsplan festgelegten Bauflucht zurück. Gegen den Bau gab es erhebliche Widerstände des mehrheitlich mit Mitgliedern der NSDAP besetzten Stadtrats, die den Bauhausstil als „nicht deutsch“ ansahen. Die Oberpostdirektion konnte ihre Pläne jedoch durchsetzen. |      |

## Hintere Kreuzgasse
| Adresse Bezeichnung Akten-Nr.                                            | Beschreibung | Foto |
| ------------------------------------------------------------------------ | --- | ---- |
| Hintere Kreuzgasse (Lage)                                                | Die Gasse führt von der Kirche Heilig Kreuz und der Heiligkreuzbrücke mit einer leichten Krümmung zur Einmündung in die Kreuzung Hindenburg/Bahnhofstraße. |      |
| Hintere Kreuzgasse 1 (Standort) Wohn- und Geschäftshaus D-4-63-000-137   | Das an Stelle eines älteren Hauses aus dem 19. Jahrhundert vom Jugendstil beeinflusste neugotische Wohn- und Geschäftshaus entstand 1904/1905 durch August Berger. Der Neubau folgt nicht mehr der historischen Häuserflucht, es weicht davon deutlich zurück. Auf den ersten Blick wirkt das betont asymmetrisch angelegte Haus wie drei einzelne Gebäude, die durch eine Arkadenreihe im Erdgeschoss verbunden sind. Dieser Eindruck wird durch zwei unterschiedlich große Zwerchhäuser mit zwei und drei Fensterachsen und gewellten Giebeln erreicht, wobei das linke, turmähnlich über das Haus aufsteigende Zwerchhaus die Toreinfahrt überhöht und Kreuzstockfenster und einen Konsolbalkon aufweist. Im mittleren Gebäudeteil entspringt den Konsolen ein Erker, der im ersten Obergeschoss als Kasten-, darüber als Polygonalerker ausgeführt ist. Über das ganze Erdgeschoss ziehen sich Bossenquader, die sich im Erker und in den Fensterpfeilern des ersten Obergeschosses im rechten Gebäudeteil wiederholen. |      |
| Hintere Kreuzgasse 3 (Standort) Bürgerhaus D-4-63-000-138                | Im Gegensatz zu Haus Nr. 1 folgt dieses dreigeschossige, sechsachsige Bürgerhaus noch der historischen Häuserflucht, da es bereits 1833 für die Hafnersfrau Catharina Bätz zunächst zweigeschossig erbaut wurde. Zuvor stand an dieser Stelle schon 1662 ein kleineres Wohnhaus mit Stadel. 1887 erfolgte eine seitliche Erweiterung des Hauses durch einen eingeschossigen Anbau mit einer Kammer. 1905 erhielt das Haus ein zweites Obergeschoss und ein neues Walmdach. Das rückwärtige Dachgeschoss wurde von Tobias Frommann 1908 ausgebaut. Hierbei entstanden an der Hofseite ein Zwerchhaus und eine Gaube. 1956 erhielt das Haus sein heutiges Aussehen, als auch das straßenseitige Dachgeschoss voll ausgebaut und mit einer durchgehenden Schleppgaube mit acht Fenstern versehen wurde. Die Kammer des Anbaus wurde gleichzeitig zu einem Laden umgebaut. |      |
| Hintere Kreuzgasse 11 (Standort) Handwerkerhaus D-4-63-000-140           | Auf diesem Grundstück zwischen der Kirche Heilig Kreuz und der Itz stand von 1455 bis 1781 eine kleine Hofstatt mit einem Doppelwohnhaus für Herrenfischer, Rotgerber und Leinweber. Erst 71 Jahre nach dem Abbruch des Anwesens wegen Baufälligkeit wurde das Grundstück 1852 durch Andreas Hertha für den Lackierer Ferdinand Göhring mit dem gegenwärtigen zweigeschossigen Haus mit Zwerchhaus und hinterem Nebengebäude wieder bebaut. 1869 erstellte man einen rückwärtigen, das Wohnhaus mit dem Nebengebäude verbindenden Anbau. Nach 1928 war das Anwesen in städtischem Besitz. Das traufständige Satteldachgebäude, das aus einem massiven Erdgeschoss und einem verputzten Fachwerkobergeschoss besteht, ist sehr schlicht gehalten und zeichnet sich nur durch eine aufwändigere Fenstergestaltung mit profilierten Rahmen bei fünf zu vier Achsen aus. |      |
| Hintere Kreuzgasse 13 (Standort) ehem. Schule D-4-63-000-865             | Hier stand nach der Reformationszeit die erste Heilig-Kreuz-Schule. Das Haus wurde bis 1836 von Lehrern bewohnt und nach einem gründlichen Umbau 1858–1869 Sitz der ersten Marienschule. Der Schreinermeister Johann Nikolaus Mechthold erwarb das Haus 1869 und fügte einen Flügelbau zur Itz hin an. 1875 wurde ein hinteres, 1876 das vordere Zwerchhaus aufgesetzt und 1880 an der Nordseite des Hauses eine Veranda angebaut. Das Vorderhaus steht in gleicher Baulinie und Firsthöhe zum Nachbarhaus. Fünf Achsen, deren historische Fenster 1975 ersetzt wurden, gliedern die bescheidene Fassade, die durch den mittigen Eingang betont wird. Das Zwerchhaus schmückt ein gesprengtes Kranzgesims. |      |
| Hintere Kreuzgasse 15 (Standort) Pfarrkirche Heilig-Kreuz D-4-63-000-141 | In den Jahren 1401 bis 1407 wurde nahe einer Furt durch die Itz, an der Stätte der Verehrung einer Heilig-Kreuz-Reliquie, eine größere Kapelle errichtet, der heutige spätgotische Chor der evangelisch-lutherischen Heilig-Kreuz-Kirche. Ab 1413 folgte der Anbau des dreischiffigen Langhauses, wobei allerdings der Glockenturm an der Nordwestecke unvollendet blieb und das südliche Seitenschiff nicht zur Ausführung kam. 1735 bis 1739 wurde die Kirche nach Plänen von Johann David Steingruber umfassend umgestaltet. Durch den Einbau einer flachen, stuckierten Bretterdecke als Ersatz für ein Gewölbe entstand im Langhaus eine Saalkirche. Die Westempore wurde durch eine dreiseitig umlaufende, zweigeschossige Empore ersetzt. Das von Wimperg und Skulpturen geschmückte Westportal wurde zu einer schlichten kleinen Tür zurückgebaut, wobei an der Nord- und Südseite neue Zugänge geschaffen wurden. 1867 folgte der Einbau bunter Glasfenster auf der Nordseite und 1935 im Chor.                    |      |

## Hinterer Glockenberg
| Adresse Bezeichnung Akten-Nr.                                                                    | Beschreibung | Foto |
| ------------------------------------------------------------------------------------------------ | --- | ---- |
| Hinterer Glockenberg (Lage)                                                                      | Die Straße wurde 1847 als Erschließungsstraße für den neuen Stadtfriedhof auf dem Glockenberghügel von der Seidmannsdorfer zur Ketschendorfer Straße angelegt. Der südwestliche Teil des Glockenbergs hieß früher Galgenberg nach dem hier im Bereich des heutigen Anwesens Hohe Straße 25 stehenden Hochgericht. |      |
| Hinterer Glockenberg 3 (Standort) Friedhof am Glockenberg, Aussegnungshalle D-4-63-000-142       | Die östliche Erweiterung des Friedhofs, Hinterer Glockenberg 3, wurde ab 1863 im Stil des westlichen Teils angelegt und war bis 1869 mit der Vergrößerung um die zirka dreifache Fläche abgeschlossen. Die Trauerhalle wurde 1907 nach Plänen des Coburger Stadtbaumeisters Max Böhme errichtet. Sie entstand durch den Umbau des Leichenhauses von 1865. Das auch Aussegnungshalle genannte Gebäude liegt auf der Friedhofshauptachse gegenüber dem Herzoglichen Mausoleum. Das eingeschossige Bauwerk weist ein Satteldach mit Oberlicht auf und ist durch eine reich ornamentierte Fassade mit neuromanischen und Jugendstilelementen gekennzeichnet. Den östlichen Abschluss bildet der israelitische Friedhof. |      |
| Hinterer Glockenberg 3 a (Standort) Friedhof am Glockenberg, Krematorium D-4-63-000-142          | Im östlichen Teil ist hinter der Trauerhalle das Krematorium mit einer Urnenhalle angeordnet. Es gehörte 1907 zu den ersten Anlagen in Deutschland. Das Bauwerk wurde mit Sandstein hergestellt und besitzt ein Mansardwalmdach. In der Urnenhalle ist das Standbild einer Trauernden nach einem Entwurf von Julius Eberle aufgestellt. Das eigentliche Krematorium befindet sich im Kellergeschoss, der Kamin wurde 1982 aufgestockt. Unter anderem Cosima Wagner und Houston Stewart Chamberlain hatten hier ihre Feuerbestattung. |      |
| Hinterer Glockenberg 4 (Standort) Friedhof am Glockenberg, Herzogliches Mausoleum D-4-63-000-142 | Das Herzogliche Mausoleum wurde in den Jahren 1853 bis 1858 im Auftrag von Ernst II. nach Plänen des Gothaer Stadtbaurates Gustav Eberhard für die Familienmitglieder des Fürstenhauses Sachsen-Coburg und Gotha errichtet. Die turmlose Begräbniskapelle hat die Form einer dreischiffigen romanischen Basilika. Im Inneren ist das Mausoleum als zweigeschossige Gruftkapelle mit einer quadratischen Kapelle und einer Empore im Obergeschoss gebaut. Im Erdgeschoss sind im nördlichen Gruftgang unter anderem die Herzöge Ernst I. und Ernst II. mit ihren Ehefrauen beigesetzt und im südlichen Alfred samt Gattin Maria sowie deren Kinder Alfred und Victoria Melita. |      |
| Hinterer Glockenberg 4 a (Standort) Friedhof am Glockenberg, Totengräberhaus D-4-63-000-142      | Das ehemalige Totengräber- und Gärtnerhaus stammt aus dem Jahr 1851 und ist das älteste Gebäude des Friedhofs. Das zweiflügelige, eingeschossige Bauwerk aus Sandstein wird seit 1905 als Lager- und Werkstattgebäude genutzt. |      |
| Hinterer Glockenberg (Standort) Friedhof, Grabkapelle Stockmar-Gruft D-4-63-000-142              | Das städtische Gelände mit der heutigen Adresse Hinterer Glockenberg 4, 4a bestand zuvor aus Obstwiesen und wurde ab 1847 erschlossen. Der herzogliche Baurat Vincenz Fischer-Birnbaum gestaltete den Friedhof als parkartige Anlage mit dem Grundriss eines Trapezes. Auf dem Friedhof sind verschiedene lokale Persönlichkeiten begraben, unter anderem in der ältesten Gruftkapelle von 1865 Freiherr Christian Friedrich von Stockmar. Der Hofmaurermeister Georg Rothbart errichtete die Kapelle im Stil der Neurenaissance im Auftrag von Prinzessin Victoria für den ehemaligen Leibarzt von Königin Victoria und Prinz Albert. |      |
| Hinterer Glockenberg 8 g (Standort) Friedhof, Grabkapelle D-4-63-000-866                         | Von dem Anwesen, das sich ursprünglich auf dem Grundstück Glockenberg 10 befand, ist lediglich die neuromanische Kapelle, die 1922 von Christoph Kürschner im Zuge des Baus einer Villa im englischen Heimatstil für Hans von Boetticher errichtet wurde, erhalten. Sie diente den Eigentümern als Urnenkapelle. Das Cottage, das malerisch in einer parkähnlichen Anlage stand, setzte sich aus mehreren aneinander gefügten Bauteilen zusammen. Das massive Erdgeschoss mit Natursteinecken trug ein Fachwerkdach mit Kniestock, das mal traufen-, mal giebelständig ausgeführt war. Über dem überwölbten Eingang mit Säule war breitflächig folgende Inschrift in erhabenen Buchstaben angebracht: Wenn’s etwas gibt, gewagter als das Schicksal, so ist’s der Mut, der’s unerschüttert trägt. Das Haus, Jahrzehnte unbewohnt, musste 2005 aufgrund seines desolaten Zustands und Mauerschwamm-Befalls abgebrochen werden. Die Kapelle, die in ihrem Typ den Feld- und Wegekapellen des 19. Jahrhunderts entspricht, ist deutlich reicher ausgeschmückt als diese. Sie steht auf vier Säulen und ist mit einem Satteldach versehen. Auf der Giebelseite befindet sich die Inschrift Alles Göttliche ist ewig. Die Inschrift entspricht in ihrer Ausführung mit erhabenen Jugendstillettern der am ehemaligen Haupthaus. |      |

## Hinterm Marstall
| Adresse Bezeichnung Akten-Nr.                               | Beschreibung | Foto |
| ----------------------------------------------------------- | --- | ---- |
| Hinterm Marstall (Lage)                                     | An der Ostseite des Marstalls gelegen, führt die Straße von der Steingasse (dem ehemaligen Steintor) zur Leopoldstraße. |      |
| Hinterm Marstall 1 (Standort) Vermessungsamt D-4-63-000-449 | Der südliche Teil des ehemaligen Marstalls, der ursprünglich die postalische Bezeichnung Hinterm Marstall 1 trug, wurde 1984 um 15–17 Meter gekürzt und dem Hauptteil des Marstallgebäudes mit der Lage Schloßplatz 2 zugeschlagen. |      |
| Hinterm Marstall 3 (Standort) Mietshaus D-4-63-000-143      | Dendrochronologische Untersuchungen datieren das Gebäude auf 1554. Ursprünglich bestand der heute dreigeschossige vierachsige Traufseitbau aus nur zwei Stockwerken, die bis 1678 von Handwerkern bewohnt waren. Danach zunächst im Besitz des Tuchners Erhard Bruckner, kaufte 1828 Stephan König das Gebäude und ließ ein Zwerchhaus aufsetzen. Christian Moritz, als Amtsbote neuer Besitzer, ließ nach 1838 im Erdgeschoss ein neues, spätklassizistisches Portal mit aufgesetztem Relief und Inschrift einfügen, was dem Haus eine noble Note verlieh. Deutlich verändert wurde das Haus 1867 durch den Ausbau des Dachgeschosses in ein Vollgeschoss. 1898 schließlich errichtete Otto Leheis im Hof eine Werkstatt an der Grenze zum Nachbaranwesen. Von 2011 bis 2013 wurde das Wohnhaus saniert. Genutete Pilaster fassen die Kanten von Erd- und erstem Obergeschoss ein. Das wesentlich höhere, durch ein Konsolgesims abgesetzte zweite Obergeschoss besteht aus verputztem Fachwerk.                                                      |      |
| Hinterm Marstall 6 (Standort) Wohnhaus D-4-63-000-144       | Eine Wappenkartusche über dem Portal des dreigeschossigen Traufseithauses mit fünf auf eine Achse trägt das Erbauungsjahr 1630. Wie beim Haus Nr. 3 war auch Nr. 6 bis 1881 zunächst zweigeschossig und von Handwerkern bewohnt. Nach dem Ausbau des ursprünglichen Dachgeschosses zum Vollgeschoss durch den Eigentümer und Schneidermeister Christian Stang. Dabei erhielt das neue Dach ein zweiachsiges Zwerchhaus. Da das Haus gegenüber dem rechten Nachbargebäude vorspringt, liegt ein Teil der Giebelseite bildprägend frei. Das in der Mitte der Hauptfassade angeordnete, rundbogige Portal schmücken Kantenfasen, wulstförmige Kämpfer und die erwähnte Kartusche. Beiderseits der Mittelachse befinden sich Fenstergruppen, die im Erdgeschoss als Dreiergruppe, im ersten Obergeschoss als Einzelfenster und im zweiten Obergeschoss in Zweiergruppen ausgeführt sind. Die drei Stockwerke werden durch Konsolbänder gegeneinander getrennt, die beiden Obergeschosse zusätzlich durch gebänderte Eckeinfassungen miteinander verbunden. |      |

## Hofgarten
| Adresse Bezeichnung Akten-Nr.                                 | Beschreibung | Foto |
| ------------------------------------------------------------- | --- | ---- |
| Hofgarten (Lage)                                              | Der Hofgarten ist ein ausgedehnter Landschaftspark, der sich zwischen dem Schlossplatz und der Veste erstreckt. |      |
| Hofgarten (Standort) Schlosspark D-4-63-000-145               | Die erste große Gartenanlage am Fuße des Festungsberges ließ Herzog Albrecht im Rahmen des Ausbaus Coburgs als Residenzstadt zwischen den Jahren 1680 und 1682 im niederländischen Stil als Herrengarten anlegen. Mit dem Bau des herzoglichen Mausoleums in den Jahren 1816 und 1817 wurde die erste Vergrößerung und Umgestaltung zum Landschaftspark durchgeführt. Zwischen 1832 und 1837 folgte die Erweiterung des Gartens Richtung Westen und schließlich bis 1858 die komplette Umgestaltung des Hofgartens in seine heutige Gestalt, als englischen Landschaftspark mit einer neuen Ausrichtung vom Schlossplatz zur Veste. |      |
| Hofgarten (Standort) Westlicher Gartenpavillon D-4-63-000-146 | Als älteste heute im Hofgarten stehende Gebäude wurden 1754 im mittleren Drittel, an der Festungsstraße stehend, zwei eingeschossige barocke Gartenpavillons errichtet. Die Bauwerke sind in Nord-Süd-Richtung angeordnet und haben schiefergedeckte Walmdächer. Die Sandsteinfassade ist durch Lisenen gegliedert. Im westlichen Gartenpavillon sind drei Gipsmodelle aufgestellt. Diese zeigen eine Prometheusgruppe von Eduard Müller, den Phidias von Ferdinand Lepcke und eine Centaur Brunnen von August Sommer. Außerdem wurde dort später eine öffentliche Toilette eingebaut, die aber nicht mehr genutzt werden kann.     |      |
| Hofgarten (Standort) Östlicher Gartenpavillon D-4-63-000-146  | Der östliche Gartenpavillon war lange Zeit ein Bildhaueratelier, danach in den 1960er Jahren ein Kiosk. Eine Nutzung als Café war im Gespräch. |      |
| Hofgarten (Standort) Herzogliches Mausoleum D-4-63-000-147    | Das herzogliche Mausoleum wurde in den Jahren 1816 und 1817 im Auftrag von Herzog Ernst I. für seine Eltern Franz und Auguste errichtet. Das klassizistische rechteckige Bauwerk wurde mit Sandsteinmauerwerk im Stil eines griechischen Grabmales gebaut. Zwei Sphinxe bewachen den Zugang zum Innenraum mit der Gruft, der von einem Tonnengewölbe, mit Sternen und Rosetten gestaltet, überspannt wird. |      |
| Hofgarten (Standort) Herzog-Alfred-Brunnen D-4-63-000-148     | Der Herzog-Alfred-Brunnen, zwischen den beiden Pavillons liegend, stammt aus dem Jahr 1903 und soll an den drei Jahre zuvor verstorbenen Herzog Alfred erinnern. Die beiden Delfinskulpturen stammen von Carl Oehrlein, die weibliche Bronzefigur „Idylle“ ist ein Werk von August Sommer und die männliche Figur „Schreck“ ist von Christoph Franz Peter. |      |
| Hofgarten (Standort) Reiterdenkmal D-4-63-000-149             | Am 10. Mai 1899 wurde am westlichen Rand des Hofgartens oberhalb vom Schlossplatz das Reiterdenkmal Herzog Ernsts II. nach einem Modell Gustav Eberleins eingeweiht. Die 5,4 Meter hohe und 6,8 Tonnen schwere bronzene Reiterfigur mit der Uniform des 7. Preußischen Kürassierregiments steht auf einem sechs Meter hohen Sockel aus Backsteinen, verkleidet mit blauem Granit. Die Finanzierung des rund 141 Tausend Mark teuren Denkmals bestand aus Spenden, die aus ganz Deutschland kamen. |      |
| Hofgarten (Standort) Kriegerdenkmal D-4-63-000-150            | In der Nähe des Mausoleums wurde 1926 das Kriegerdenkmal der Deutschen Landsmannschaft zur Erinnerung an die im Ersten Weltkrieg gefallenen Verbandsbrüder des Coburger Convents nach einem Entwurf des Bildhauers Richard Kuöhl errichtet. Neben dem Kriegerdenkmal steht seit 1990 ein Gedenkstein für die infolge des Zweiten Weltkrieges Vertriebenen aus den ehemaligen deutschen Ostgebieten. |      |
| Hofgarten (Standort) Kleiner Rosengarten D-4-63-000-867       | Der kleine Rosengarten wurde 1922 als Ziergarten auf dem Gelände der ehemaligen Hofgärtnerei südlich vom Hofgarten nach Plänen des Gartenbauinspektors Wallbau angelegt. Umgestaltungen wurden 1974 und 1994 durchgeführt. Das Areal war ursprünglichen durch eine Mauer mit 1869 ergänzten neugotischen Zinnenkranztürmen vom Hofgarten getrennt. In dem Garten sind verschiedene Figuren aufgestellt, unter anderem auch das lebensgroße Standbild Phryne von Ferdinand Lepcke aus dem Jahr 1908. Der Rosengarten wird im Osten durch den Pavillon des Kunstvereins Coburg abgeschlossen.                                         |      |

## Hohe Straße
| Adresse Bezeichnung Akten-Nr.                                   | Beschreibung | Foto |
| --------------------------------------------------------------- | --- | ---- |
| Hohe Straße (Lage)                                              | Die Straße verläuft über den Höhenrücken des Glockenberges zum Steintor und umgeht so das Itztal. Daraus leitet sich der heutige Name Hohe Straße für eine hochwassersicher angelegte Höhenstraße ab. Noch im späten 19. Jahrhundert hieß die Straße nach dem einst hier stehenden Hochgericht Galgenleite. Der tiefe Geländeeinschnitt zum Glockenberg entstand durch die bergab fahrenden Fuhrwerke. |      |
| Hohe Straße 2 (Standort) Villa D-4-63-000-663                   | 1895, so steht es auf einer Tafel über dem Treppenhausfenster, wurde diese zweigeschossige, traufständige Kleinvilla in Ziegelbauweise mit Fachwerkkniestock und Zwerchhaus von Carl Grams für den Lehrer Heinrich Otto erbaut. 1911 erhielt das Haus eine eingeschossige Veranda an der Westseite und dort 1912 einen zweiachsigen Mittelrisalit, dessen Giebel 1919 verschiefert wurde. 1970 erneuerte man alle Fenster, Türen und Brüstungen unter Beibehaltung des historischen Vorbilds in Form von breiten Sandsteinrahmen mit Fasen. Die Geschosse sind durch ein Horizontalband voneinander getrennt. Zwerchhaus und beide Seitengiebel sind unter dem Krüppelwalmdach in Fachwerk ausgeführt. Auffällig ist rundum der weite Dachüberstand, deren Traufen durch Knaggen gestützt werden. In der fünfachsigen Straßenfront liegt rechts der Hauseingang und das deutlich auf Halbetage geführte Treppenhaus. |      |
| Hohe Straße 4 (Standort) Villa D-4-63-000-664                   | Ebenfalls in Ziegelbauweise mit Sandsteingliederungen und Fachwerkkniestock ist diese Villa 1894 von Max Frommann für den Oberamtsrichter August Moritz erbaut worden. Das zweigeschossige, von einem hohen französischen Walmdach gekrönte Haus wirkt durch zwei zweiachsige Eckrisalite und einen Treppenturm sowie eine rückwärtig um die Ecke reichende Veranda mit Altane und Gartentreppe wenig strukturiert, zumal hangseitig das in Quadern gemauerte Kellergeschoss als Vollgeschoss hervortritt. |      |
| Hohe Straße 12 (Standort) Wohnhaus D-4-63-000-665               | Das 1898 im Schweizerhausstil gestaltete zweieinhalbgeschossige Fachwerkhaus baute das Brockardt'sche Baugeschäft. Eine allseitig umlaufende Laube, die zur Nordseite zur Veranda erweitert ist und 1976 vollständig saniert wurde, gibt dem Haus die charakteristische Note, ebenso wie die geschnitzten Bretter im Ortgang. Das im Rastersystem ausgeführte Fachwerk schmücken Schräghölzer und Andreaskreuze. An der Südseite gibt es einen dreiseitigen Obergeschosserker, der mit dem weiten Dachüberstand und dem zu Wohnzwecken ausgebauten Kniestock harmonisiert. |      |
| Hohe Straße 12 a (Standort) Gartenhaus D-4-63-000-666           | Das 1877 durch Bernhard Kleemann für Bernhard Oppel gebaute Gartenhaus wurde 1952/53 zu einem Wohnhaus umgestaltet. Um optisch das Haus mit Küche und Zimmer zu erhöhen, wurde ein flaches Satteldach mit angedeutetem Dreiecksgiebel aufgesetzt. In neuerer Zeit wurde das Haus durch die Einbeziehung einer vor dem Bau bereits bestehenden Veranda, von der man die Säulen entfernt hat, um ein Bad, einen Lagerraum und einen Eingangsbereich erweitert. |      |
| Hohe Straße 13 (Standort) Villa D-4-63-000-152                  | 1872 bis 1876 stand auf diesem Grundstück die Fabrik für chemische Schutzfarben von Dr. Friedrich Schlegelmilch. 1886 ließ dessen Witwe die alten Gebäude abbrechen und eine neugotische Villa erbauen. Ein Eckturm, eine Laube und Zinnengiebel charakterisieren das aus Ziegeln mit Sandsteingliederungen ausgeführte zweigeschossige Haus mit schiefergedecktem Walmdach. Die nördliche Langseite prägt ein zweiachsiger Eckrisalit mit Staffelgiebel. Der Eingang zum Haus befindet sich auf der Südseite, den Treppenaufgang deckt ein Regendach mit gotisierenden Eisenstützen. Zwei hölzerne Hausgauben gliedern die Dachtraufe. Ein turmartig überhöhter flacher Eckerker an der nördlichen Fassadenkante gibt dem Gebäude die Ausgewogenheit. |      |
| Hohe Straße 16 (Standort) Villa D-4-63-000-667                  | Der Kaufmann Franz Schütz ließ 1902 durch die Firma Bernhard Brockardt die in gelben Klinkern mit Sandsteingliederungen ausgeführte zweigeschossige Villa erbauen. 1935 vermietete die in die Schweiz ausgewanderte Margarethe Schütz das Haus an den jüdischen Prediger Hermann Hirsch, der die Villa als Schulgebäude für seine Volksschule nutzte. Anfang 1936 konnte Hirsch das Anwesen erwerben, in dem die Privatschule bis November 1938 bestand. Das Haus in einem Mischstil mit neugotischen und neurenaissancen Formen trägt ein Walmdach in verschiedenen Stufungen mit einem weiten Überstand. An der östlichen Straßenseite dominiert ein Treppenhausrisalit mit Zierportal und einem offenen Dreiecksgiebel und Pyramidenaufsätzen. Die Nordseite wird durch ein umlaufendes Kniestock bestimmt. Zwei Doppelfenster im Erdgeschoss werden von Fensterprofilen mit Rundstäben gefasst. Die Gartenseite charakterisiert ein Risalit auf der rechten Hälfte. Bemerkenswert sind die Stürze der Kellerfenster, die aus bossierten Quadern bestehen. Die Hauskanten sind ebenfalls durch solche Quadern in flacherer Form gegliedert. Ein weiterer zweiachsiger Mittelrisalit befindet sich an der Südseite, daneben ein verglaster Wintergarten mit Altane und noch ursprünglichen Drachenkopf-Wasserspeier. Im Garten steht die Skulptur einer Frau mit Reh, die dem Bildhauer Edmund Meusel und dem Entstehungszeitraum 1925/28 zugeschrieben wird (vergleiche Löwenstraße 24). |      |
| Hohe Straße 19 (Standort) Wohnhaus D-4-63-000-668               | Dieses Wohnhaus im Heimatstil ließ sich der Fabrikbesitzer Bruno Dietze 1930 von Arthur Bergmann bauen, wobei sich dieser an die schlichten kubischen Formen der Biedermeier-Häuser orientierte. Der zweigeschossige Walmdachbau mit weitem Dachüberstand wird horizontal durch ein umlaufendes schmales Gesims gegliedert, auf dem die oberen Fenster aufsitzen. Der Hauptseite zur Straße hin ist ein dreiseitiger, eingeschossiger Erker mit Rundbogenfenstern vorgesetzt. An der Nordseite ist ein Treppenhaus mit einem Rundbogenfenster im Obergeschoss angebaut. An der Gartenseite wurde 1981 eine überdachte Terrasse angefügt. So wie der gesamte Sockel des Hauses besteht auch die Garteneinfriedung aus bossiertem Quadermauerwerk. |      |
| Hohe Straße 25 (Standort) Richtstätte Galgenberg D-4-63-000-157 | Der Isselburg-Stich von 1626 wie auch die Stadtansichten von 1752 und 1763 zeigen auf einer Anhöhe östlich der Hohen Straße einen dreischläfigen Galgen auf einer runden Bühne. Diese Hinrichtungsstätte gehörte zum Coburger Hofgericht und gab der Anhöhe die Bezeichnung „Galgenberg“. Fundamentreste der Bühne befinden sich noch heute im rückwärtigen Garten des Hauses Nr. 25. |      |
| Hohe Straße 26 (Standort) Villa D-4-63-000-153                  | 1924 entstand die zweigeschossige Villa mit Mansardwalmdach für den Möbelfabrikanten Stephan Rädlein. Das für seine Entstehungszeit eher schlichte Haus, dessen durch einen sechssäuligen Altanenbau mit Pfeilerbrüstung betonter Eingang sich an der nördlichen Schmalseite befindet, wird durch einen Wasserschlag umfasst, der das Kellergeschoss von den anderen Geschossen absetzt. Dem Portal in Stil und Ausführung angeglichen ist der in der Mitte der Gartenseite positionierte Runderker mit Altane und flacher Säulengliederung. Abgeschlossen wird die Gartenfassade durch ein dreiachsiges Zwerchhaus mit Dreiecksgiebel. Der schmalen Südseite ist ein eingeschossiger, dreiseitiger Mittelerker vorgesetzt. In der östlichen Straßenfront dominiert ein dreiachsiger Mittelrisalit mit drei Fensterachsen und einem entsprechenden Dreiecksgiebel. |      |
| Hohe Straße 28 (Standort) Villa D-4-63-000-154                  | August Bergers dreigeschossige Jugendstilvilla, 1904 für den Garteningenieur Christian Rohlfs nach Plänen von Carl Kleemann erbaut, fällt durch ihre verschiedenen, ineinanderlaufenden Dachformen der unterschiedlichen Gebäudeteile auf. So ist die zur Straße weisende Front des giebelständigen Hauptteils von einem seitlich vorgesetzten Filialgiebel begleitet. Beide sind in senkrechtem Fachwerk ausgeführt, während der Giebel der Rückseite abgewalmt ist. Auffällig ist der polygonale Treppenturm mit Pyramidendach an der Nordseite, dem ein erdgeschossiger Eckeinbau zur Straße hin vorgesetzt ist. 1979 wurde das runde Buntglasfenster mit der Darstellung eines Pfaus erneuert. Ein Jahr zuvor wurde neben der 1958 im Kellergeschoss eingebauten Garage ein Geräteraum geschaffen, ferner im Erdgeschoss ein Badezimmer mit Balkon. |      |
| Hohe Straße 30 (Standort) Villa D-4-63-000-155                  | Die repräsentative Villa im Stil der Neurenaissance steht seit 1874 inmitten eines parkähnlichen Geländes. Das zweigeschossige Walmdachgebäude mit Mittelrisalit, Eckturm und Polygonalerker wurde 1894 aufgestockt. Das Gartenportal mit einem Pfeilergittertor stammt aus dem Jahr 1911. Julius Martinet entwarf das Gebäude für den Kaufmann Adolf Schirmer. |      |
| Hohe Straße 35 (Standort) Villa D-4-63-000-669                  | 1927 entstand durch Paul Schaarschmidt eine Villa in Klinkerbauweise im historisierenden Heimatstil für Dr. Werner Weise. Schaarschmidt verzichtete dabei keinesfalls auf herkömmliche Details wie Erker, Walmdach und Hausgaube, gestaltete sie jedoch bewusst schlicht. Das zweigeschossige Haus steht mit der Schmalseite an der Straße. Hier befindet sich nach links versetzt der mit Kupferblech gedeckte Hauseingang und auf der rechten Seite ein zweigeschossiger Eckerker, dessen Kanten von gekreuzten und verzahnten Klinker gebildet werden. Der Südfassade ist ein eingeschossiger Kastenerker mit Altane vorgesetzt. 1994 wurde ein Carport angebaut. |      |
| Hohe Straße 43 (Standort) Ehem. Gartenhaus D-4-63-000-156       | Johannes Köhler baute 1881 für den Kaufmann Ernst Axthelm im südlichen Teil der Hohen Straße ein Gartenhaus mit Stichbogenfenstern und einem Konsolfries unter dem Walmdach. Das Haus besaß eine Stube mit Mittelerker, eine Kammer, eine Küche und beim Eingang auf der Ostseite neben dem Vorplatz einen Abort. 1966 wurde das Haus um einen Anbau mit Bad und Garderobe erweitert und einige Fenster entfernt. Das schiefergedeckte eingeschossige Gebäude präsentiert sich seit dem Umbau mit segmentbogigen Fenster und mit einem dreiseitigen Erker an der Südseite. |      |

## Hohenfels
| Adresse Bezeichnung Akten-Nr.                         | Beschreibung | Foto |
| ----------------------------------------------------- | --- | ---- |
| Hohenfels (Lage)                                      | Die Fahrstraße zum Schloss Hohenfels führt seit 1840 vom Kürengrund aus durch einen Park mit altem Baumbestand hinauf auf die Ernsthöhe. Von der Callenberger Straße aus gibt es auch einen Fußweg zum Schloss. |      |
| Hohenfels (Standort) Schloss Hohenfels D-4-63-000-151 | Das Schloss Hohenfels erhebt sich seit 1840 auf der Ernsthöhe, oberhalb der Callenberger Straße. Es wurde im Auftrag von Herzog Ernst von Württemberg, einem Neffen Ernst II. von Coburg zeitgleich mit dem Landestheater Coburg von Carl Balthasar Harres im Stil des Spätklassizismus geplant und war 50 Jahre lang Wohnsitz der Opernsängerin Natalie Eschborn, geadelt als Baronin von Grünhof. Es ist ein zweigeschossiger Sandsteinquaderbau mit Flachdach und Galeriebrüstung sowie einem dreigeschossigen Mittelrisalit. |      |

## Hügelstraße
| Adresse Bezeichnung Akten-Nr.                 | Beschreibung | Foto |
| --------------------------------------------- | --- | ---- |
| Hügelstraße (Lage)                            | In einer Schleife führt die Hügelstraße von der Altstraße hinauf zum nordöstlichen Sporn des Marschberges. Der Name ist eine topographische Bezeichnung. Als Sackgasse führt sie zu den in malerischer Höhenlage gelegenen spätgründerzeitlichen Villen. (Siehe auch Liste der Denkmäler in Coburg/Wüstenahorn: Hügelstraße). |      |
| Hügelstraße 2 (Standort) Villa D-4-63-000-670 | Die Berliner Firma Meier & Werle baute 1899 dieses Jugendstilhaus als Wohn- und Ateliergebäude für den Bildhauer Gustav Stellmacher. 1912 erwarb der Kaufmann Julius Hauck das Anwesen und ließ im selben Jahr durch das Burckardt’sche Baugeschäft einen Keller ausschachten und eine Veranda anbauen. In den Jahren 1913 bis 1928 wurde das Haus mehrfach um- und ausgebaut. Der Balkon erhielt eine Glasüberdachung, das Dachgeschoss wurde teilweise erhöht, um weitere Zimmer zu erhalten, und dem Erdgeschoss ein Anbau hinzugefügt. 1939 trug man die ursprünglich steile Turmhaube ab und errichtete auf dem dadurch entstandenen Flachdach eine Geschützstellung. 1947 erhielt der Turm dann sein heutiges flaches Satteldach. Im Rahmen einer Gesamtsanierung wurde 1999 dem Gebäude ein dreigeschossiger Treppenerker vorgesetzt. Im Inneren des aufgrund der Hanglage mächtig wirkenden Hauses blieben trotz der zahlreichen Umbauten die ursprünglichen Jugendstilbemalungen der Flurdecken und -wände erhalten. Auch im in Fachwerk ausgeführten Hauptgeschoss finden sich noch Jugendstilelemente wie drei große dreibahnige Korbbogenfenster und gelb abgesetzte Bögen mit Löwenkopfmasken. Das ganze Gebäude wirkt durch die vielen Anbauten mit Kastenerkern, Altanen, Türmen und unterschiedlichen Dachformen stark zerklüftet, erhält dadurch aber auch einen besonderen Reiz. |      |